# Transistor bipolar de porta aïllada

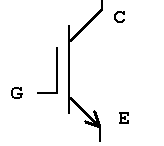
Fig.1 Símbol elèctric de l'IGBT

El transistor bipolar de porta aïllada sovint anomenat amb les sigles transistor IGBT (de l'anglès insulated-gate bipolar transistor) és un transistor que combina les senzilles característiques de la porta del MOSFET amb l'elevada intensitat i baix voltatge de saturació dels transistors bipolars. Això s'aconsegueix ajuntant en un únic dispositiu una porta aïllada FET per al control amb un transistor bipolar de potència actuant en commutació.

Fig. 2 Estructura de l'IGBT

El transistor IGBT és una invenció recent. Els dispositius de primera generació que aparegueren el 1980 i principis dels anys 1990 eren relativament lents en commutació i tendien a fallar. Els dispositius de segona generació milloraren molt, però res comparat amb els actuals de tercera generació, què tenen una velocitat que hi rivalitza amb els MOSFETs, a més d'una excel·lent duresa i tolerància a sobrecàrregues. S'usa principalment en fonts d'alimentació commutades i en aplicacions de control de motors. Els avanços en la segona i tercera generació els feren útils en àrees com la física de partícules, on comencen a suplantar altres dispositius.

## Comparativa IGBT i altres dispositius
Segons es pot trobar :
| Paràmetre               | Transistor bipolar | Transistor MOSFET  | Transistor IGBT   |
| ----------------------- | ------------------ | ------------------ | ----------------- |
| Voltatge                | Alt <1kV           | Alt <1kV           | Molt alt >1kV     |
| Corrent                 | Alt <500A          | Alt > 500A         | Alt >500A         |
| Senyal de control       | Corrent hFE 20-200 | Voltatge VGS 3-10V | Voltatge VGE 4-8V |
| Impedència d'entrada    | Baixa              | Alta               | Alta              |
| Impedància de sortida   | Baixa              | Mitja              | Baixa             |
| Velocitat de commutació | Lenta (µs)         | Ràpida (ns)        | Mitja             |
| Cost                    | Baix               | Mig                | Alt               |

## Fabricants més importants d'IGBT
A 23/01/17:
- ST
- On seniconductor
- Rohm
- Infineon
- Ixys Arxivat 2017-02-02 a Wayback Machine.
- Toshiba
- Microsemi